# Jan de Quay
Jan Eduard de Quay ('s-Hertogenbosch, 26 augustus 1901 – Beers, 4 juli 1985) was een Nederlands politicus. Van 1959 tot 1963 was hij minister-president van Nederland. Hij leidde in die periode het kabinet-De Quay.

## Levensloop
De Quay was de tweede zoon van het echtpaar Rudolph Balthazar Antoine Nicolas de Quay en Johanna Elisa Rosa van de Mortel. Zijn vader was luitenant-generaal. Op 8 augustus 1927 trad Jan in Beek-Ubbergen in het huwelijk met Maria Hubertina Wilhelmina (Maria) van der Lande. Het echtpaar kreeg vijf zonen en vier dochters.
Na het behalen van het diploma gymnasium aan het Jezuïetencollege Sint Willibrord te Katwijk studeerde hij, op advies van zijn latere vrouw, psychologie aan de Rijksuniversiteit Utrecht. Hij behaalde het doctoraalexamen in 1926 en promoveerde in 1927 bij Franciscus Roels tot doctor in de letteren en wijsbegeerte (psychologie) op het proefschrift Het aandeel der sensorische en motorische componenten in het verloop van leer- en arbeidsproces. In 1928 werd hij benoemd tot lector in de psychotechniek aan de Katholieke Hogeschool Tilburg en in 1933 volgde zijn benoeming tot hoogleraar in de bedrijfsleer en psychotechniek aan dezelfde hogeschool. Een van zijn publicaties die in dit verband van zijn hand verschenen ging over het werk van de wever in de textielfabriek, hoe die zich het beste kon aanpassen aan het tempo van het (mechanische of half-automatische) weefgetouw.

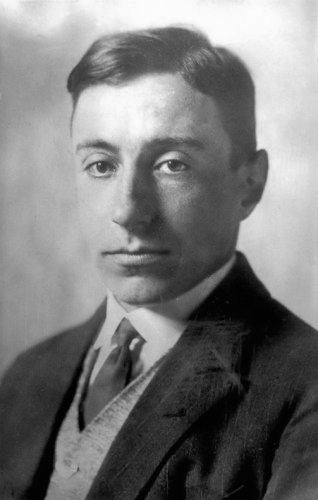
Jan de Quay (1940)

Aan het eind van de jaren 1930 deed De Quay van zich spreken door zijn pleidooien voor de verplichte arbeidsdienst voor jeugdigen. De Quay was voor een daadkrachtiger optreden van de overheid om de economische crisis te bestrijden. In een lezing voor de Maatschappij voor Handel en Nijverheid onderschreef hij de conclusie van een conferentie van het Duitse Arbeidsfront, 'dat arbeidsdienst ook als sociaal-paedagogisch instituut van waarde was bij de niet-aanwezigheid van werkloosheid'. Tijdens de mobilisatie (1939-1940) was hij in militaire dienst als reserve-luitenant. Direct na de capitulatie van 14 mei 1940 werd De Quay door generaal Henri Winkelman benoemd tot Regeringscommissaris van de Arbeid. Hij kwam in aanmerking, omdat Winkelman en Hans Max Hirschfeld hem veel flexibeler in de omgang met de Duitsers achtten dan de zittende secretaris-generaal van Sociale Zaken, A.L. Scholtens. Als regeringscommissaris noemde De Quay in een radiotoespraak het werken in Duitsland 'een vaderlandse plicht'.
De Quay bleef echter niet lang in deze functie, omdat het politieke werk hem opeiste. In juli 1940 vormde hij samen met mr. Louis Einthoven en mr. Johannes Linthorst Homan het driemanschap van de omstreden Nederlandsche Unie. In de zomer van 1940 voerde het driemanschap besprekingen met de Mussolini-fascist Arnold Meijer om te komen tot een fusie tussen de Nederlandsche Unie en het Nationaal Front, dat kort daarvoor nog Zwart Front heette. Uit de notulen van die besprekingen blijkt dat De Quay zich volkomen eens verklaarde met de opvattingen van Arnold Meijer. Bij die besprekingen verklaarde De Quay zichzelf een tegenstander van de democratie en de vrije economie. De Quay rechtvaardige de Nederlandsche Unie als manier voor vaderlandslievende Nederlanders om zich te verenigen los van de bezetter en van de NSB. Hij heeft nooit spijt betuigd. In 1971 zei hij in een interview: "Als u mij vraagt zou u 't weer doen? Dan zou ik zeggen: ja."
In de loop van 1941 raakte de Unie in onmin met de bezetter, wat resulteerde in haar verbod. Van juli 1942 tot juni 1943 was De Quay geïnterneerd in kamp Sint-Michielsgestel, waarna hij onderdook. In het kamp maakte hij deel uit van de Heeren Zeventien. Na de bevrijding van het zuiden van Nederland werd hij in oktober 1944 voorzitter van het College van Algemene Commissarissen voor Landbouw, Nijverheid en Handel, dat de volkshuishouding weer op gang moest brengen.
Van 5 april tot 23 juni 1945 was hij minister van Oorlog in het kabinet-Gerbrandy III. Willem Drees wilde De Quay echter niet in zijn kabinetten hebben vanwege diens omstreden oorlogsverleden.
In de maanden na de oorlog was De Quay nauw betrokken bij de Nederlandse Volksbeweging, die het voortouw nam in de Doorbraak. Deze beweging wilde afrekenen met de verdeeldheid van de verzuiling en hoopte gebruik te kunnen maken van de overeenkomsten die vooral sociaaldemocratische en katholieke leiders hadden gevonden tijdens de internering in Kamp Sint-Michielsgestel. De Quay wist evenwel niet de sociaaldemocraten over de streep te krijgen, mede door de antipathie van Willem Drees. Uiteindelijk verliet hij de NVB en sloot zich aan bij de Katholieke Volkspartij. Hierbij speelde mee dat De Quay als diepgelovig katholiek gehoorzaam was aan de Nederlandse bisschoppen, die aandrongen op katholieke politieke eenheid. De Quay noemde zich in de jaren na de oorlog "personalistisch socialist", onder inspiratie van de Franse filosoof Jacques Maritain.
Toen De Quay in 1946 kenbaar maakte commissaris van de Koningin van Noord-Brabant te willen worden stelde minister-president Wim Schermerhorn een geschiedkundig onderzoek in, waarna De Quay werd gezuiverd. Van 1946 tot 1959 was De Quay commissaris van de Koningin in de provincie Noord-Brabant.
In 1959 werd zijn partij, de Katholieke Volkspartij, de grootste partij van het land. Hoewel De Quay niet verkiesbaar was geweest, deed zijn partij een beroep op hem om minister-president te worden. Hij verzette zich, maar stemde na bisschoppelijk advies en ook nog eens een persoonlijk beroep van koningin Juliana toch in. Hij was van 19 mei 1959 tot 24 juli 1963 minister-president van het kabinet-De Quay. Uit zijn dagboeken blijkt dat hij zelf weinig plezier beleefde aan het vervullen van dit ambt.
Van 1963 tot 1966 en van 1967 tot 1969 was hij voor de KVP lid van de Eerste Kamer der Staten-Generaal. In het kabinet-Zijlstra was hij van 22 november 1966 tot 5 april 1967 vicepremier en minister van Verkeer en Waterstaat. Vanaf de jaren 1960 roerde hij zich op Kerkelijk vlak. De devote katholiek De Quay had veel moeite met de ingrijpende hervormingen binnen de Rooms-Katholieke Kerk na het Tweede Vaticaans Concilie. De Kerk was in zijn optiek geen democratie. Hierin stond hij tegenover Marga Klompé, ook een KVP-coryfee, die de vernieuwingen aanmoedigde.

## Persoonlijk
De Quay ontmoette zijn toekomstige vrouw, Maria van der Lande, tijdens hun studietijd. Haar vader was het niet eens met hun relatie, hij zag in De Quay te weinig toekomstperspectief, en zou in eerste instantie geen akkoord geven voor een huwelijk. Een paar jaar draaide hij echter bij en huwden zij toch. Erg hartelijk naar De Quay was hij echter niet. Hij vertelde hem: “Psychologie is een stom vak, maar je hebt het monopolie.” Het echtpaar zou 58 jaar gehuwd zijn en 9 kinderen zouden volgen. Maria deelde De Quays afschuw over zijn premierschap maar voelde net als hij de plicht dit te accepteren toen hij het aangeboden kreeg. De Quay hoopte om medische redenen nog te kunnen weigeren, maar toen de cardioloog verklaarde dat zijn hartklachten hem niet zouden hinderen in een premierschap nam hij het toch aan.

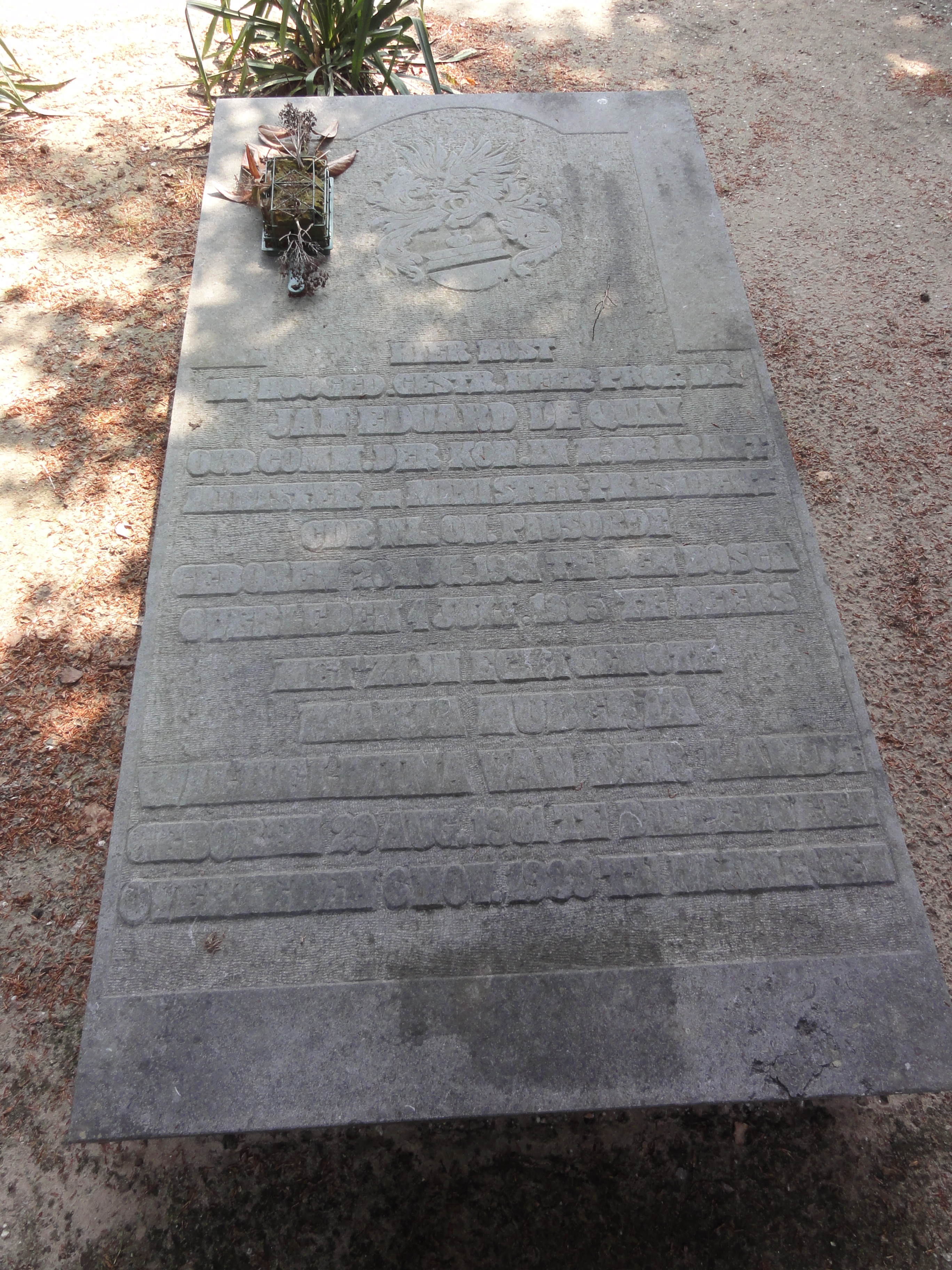
Graf van Jan de Quay in Beers

## Onderscheidingen
- Ridder in de Orde van de Nederlandse Leeuw
- Commandeur in de Orde van Oranje-Nassau (29 april 1959)
- Grootofficier in de Orde van Oranje-Nassau (27 juli 1963)
- Commandeur in de Orde van de Nederlandse Leeuw (17 april 1967)

## Archief
Het archief van De Quay vormt niet alleen een bron van historisch onderzoek naar zijn persoonlijke leven, maar bevat ook veel originele documenten aangaande zijn politieke en bestuurlijke functies, over de Nederlandse Unie, de naoorlogse periode, het kabinet-De Quay en zijn activiteiten in het bedrijfsleven. Belangrijkste is de serie dagboeken die De Quay tussen 1944 en 1980 bijhield. Aanvankelijk begonnen als geheugensteuntje voor het onthouden van namen van personen die hij ontmoette, ontwikkelden deze notities zich meer en meer tot een kort verslag van wat op een dag gebeurd was. Zowel niet-ambtelijke als ambtelijke ontmoetingen en gedachten werden door elkaar opgeschreven in korte, soms werkwoordloze zinnetjes.
Het archief van De Quay wordt bewaard in het Brabants Historisch Informatie Centrum in 's-Hertogenbosch.